# Volvo 7000T
Volvo 7000T, Volvo 7000 Tr12/TV.PR lub Volvo B7 Tr12/TV.PR to trolejbus wyprodukowany w Segedynie w 2002 r. Jest jednocześnie odmianą niskopodłogowego autobusu miejskiego Volvo 7000, produkowanego w latach 1998–2004. Jedyna sztuka eksploatowana jest do dziś w Segedynie.